# ألانا دي لا غارزا
ألانا دي لا غارزا (بالإنجليزية: Alana de la Garza) مواليد 18 يونيو 1976 في كولومبوس، أوهايو، الولايات المتحدة، هي ممثلة أمريكية بدأت مسيرتها الفنية عام 1999.

## روابط خارجية
- ألانا دي لا غارزا على موقع IMDb (الإنجليزية)
- ألانا دي لا غارزا على موقع ميتاكريتيك (الإنجليزية)
- ألانا دي لا غارزا على موقع روتن توميتوز (الإنجليزية)
- ألانا دي لا غارزا على موقع قاعدة بيانات الأفلام العربية
- ألانا دي لا غارزا على موقع ألو سيني (الفرنسية)
- ألانا دي لا غارزا على موقع أول موفي (الإنجليزية)
- ألانا دي لا غارزا على موقع إن إن دي بي (الإنجليزية)
- ألانا دي لا غارزا على موقع قاعدة بيانات الفيلم (الإنجليزية)
- ألانا دي لا غارزا على موقع ليتربوكسد (الإنجليزية)
- ألانا دي لا غارزا على موقع كينوبويسك (الروسية)